# Jeb Abyad
Jeb Abyad - Byud (tiếng Ả Rập: جب الأبيض) là một ngôi làng Syria nằm ở phó huyện Uqayribat thuộc huyện Salamiyah, Hama. Theo Cục Thống kê Trung ương Syria (CBS), Jeb Abyad - Byud có dân số 371 người trong cuộc điều tra dân số năm 2004.